# Lekkoatletyka na Letnich Igrzyskach Olimpijskich 2012 – bieg na 5000 m mężczyzn
Bieg na 5000 metrów mężczyzn był jedną z konkurencji lekkoatletycznych rozgrywanych podczas XXX Igrzysk Olimpijskich w Londynie.
Wyznaczone przez IAAF minima kwalifikacyjne wynosiły 13:20,00 (minimum A) oraz 13:27,00 (minimum B).

## Terminarz
| Data                     | Czas  | Runda      |
| ------------------------ | ----- | ---------- |
| Środa, 8 sierpnia 2012   | 10:45 | Eliminacje |
| Sobota, 11 sierpnia 2012 | 19:30 | Finał      |

## Rezultaty

### Eliminacje

#### Bieg 1
| Poz. | Zawodnik                | Reprezentacja     | Rezultat | Uwagi |
| ---- | ----------------------- | ----------------- | -------- | ----- |
| 1    | Hayle İbrahimov         | Azerbejdżan       | 13:25.23 | Q     |
| 2    | Isiah Kiplangat Koech   | Kenia             | 13:25.64 | Q     |
| 3    | Mohamed Farah           | Wielka Brytania   | 13:26.00 | Q     |
| 4    | Lopez Lomong            | Stany Zjednoczone | 13:26.16 | Q     |
| 5    | Hagos Gebrhiwet         | Etiopia           | 13:26.16 | Q     |
| 6    | Edwin Soi               | Kenia             | 13:27.06 |       |
| 7    | Arne Gabius             | Niemcy            | 13:28.01 |       |
| 8    | Daniele Meucci          | Włochy            | 13:28.71 |       |
| 9    | Moukheld Al-Outaibi     | Arabia Saudyjska  | 13:31.47 |       |
| 10   | Bilisuma Shugi          | Bahrajn           | 13:31.84 |       |
| 11   | Yuki Sato               | Japonia           | 13:38.22 |       |
| 12   | David McNeill           | Australia         | 13:45.88 |       |
| 13   | Olivier Irabaruta       | Burundi           | 13:46.25 |       |
| 14   | Aziz Lahbabi            | Maroko            | 13:47.57 |       |
| 15   | Amanuel Mesel           | Erytrea           | 13:48.13 | SB    |
| 16   | Collis Birmingham       | Australia         | 13:50.39 |       |
| 17   | Serhij Łebid            | Ukraina           | 13:53.15 |       |
| 18   | Geofrey Kusuro          | Uganda            | 13:59.74 | SB    |
| 19   | Hussain Jamaan Alhamdah | Arabia Saudyjska  | 14:00.43 |       |
| 20   | Rene Herrera            | Filipiny          | 14:44.11 | PB    |
| −    | Teklemariam Medhin      | Erytrea           | DNS      |       |
| −    | Hassan Hirt             | Francja           | 13:35.36 | DQ    |

#### Bieg 2
| Poz. | Zawodnik                  | Reprezentacja                 | Rezultat | Uwagi |
| ---- | ------------------------- | ----------------------------- | -------- | ----- |
| 1    | Dejen Gebremeskel         | Etiopia                       | 13:15.15 | Q     |
| 2    | Yenew Alamirew            | Etiopia                       | 13:15.39 | Q     |
| 3    | Thomas Pkemei Longosiwa   | Kenia                         | 13:15.41 | Q     |
| 4    | Bernard Lagat             | Stany Zjednoczone             | 13:15.45 | Q     |
| 5    | Abdalaati Iguider         | Maroko                        | 13:15.49 | Q     |
| 6    | Galen Rupp                | Stany Zjednoczone             | 13:17.56 | q     |
| 7    | Moses Kipsiro             | Uganda                        | 13:17.68 | q     |
| 8    | Cameron Levins            | Kanada                        | 13:18.29 | q, PB |
| 9    | Juan Luis Barrios         | Meksyk                        | 13:21.01 | q     |
| 10   | Mumin Gala                | Dżibuti                       | 13:21.21 | q, SB |
| 11   | Abrar Osman               | Erytrea                       | 13:24.40 |       |
| 12   | Nick McCormick            | Wielka Brytania               | 13:25.70 |       |
| 13   | Polat Kemboi Arıkan       | Turcja                        | 13:27.21 |       |
| 14   | Rabah Aboud               | Algieria                      | 13:28.38 |       |
| 15   | Abraham Kiplimo           | Uganda                        | 13:31.57 |       |
| 16   | Craig Mottram             | Australia                     | 13:40.24 |       |
| 17   | Alistair Ian Cragg        | Irlandia                      | 13:47.01 |       |
| 18   | Soufiyan Bouqantar        | Maroko                        | 13:47.63 |       |
| 19   | Javier Carriqueo          | Argentyna                     | 13:57.07 | SB    |
| 20   | Abdullah Abdulaziz Aljoud | Arabia Saudyjska              | 14:11.12 |       |
| 21   | Ruben Sança               | Republika Zielonego Przylądka | 14:35.19 |       |

### Finał
| Poz. | Zawodnik                | Reprezentacja     | Pozycja  | Uwagi |
| ---- | ----------------------- | ----------------- | -------- | ----- |
|      | Mohamed Farah           | Wielka Brytania   | 13:41.66 |       |
|      | Dejen Gebremeskel       | Etiopia           | 13:41.98 |       |
|      | Thomas Pkemei Longosiwa | Kenia             | 13:42.36 |       |
| 4    | Bernard Lagat           | Stany Zjednoczone | 13:42.99 |       |
| 5    | Isiah Kiplangat Koech   | Kenia             | 13:43.83 |       |
| 6    | Abdalaati Iguider       | Maroko            | 13:44.19 |       |
| 7    | Galen Rupp              | Stany Zjednoczone | 13:45.04 |       |
| 8    | Juan Luis Barrios       | Meksyk            | 13:45.30 |       |
| 9    | Hayle İbrahimov         | Azerbejdżan       | 13:45.37 |       |
| 10   | Lopez Lomong            | Stany Zjednoczone | 13:48.19 |       |
| 11   | Hagos Gebrhiwet         | Etiopia           | 13:49.59 |       |
| 12   | Yenew Alamirew          | Etiopia           | 13:49.68 |       |
| 13   | Mumin Gala              | Dżibuti           | 13:50.26 |       |
| 14   | Cameron Levins          | Kanada            | 13:51.87 |       |
| 15   | Moses Kipsiro           | Uganda            | 13:52.25 |       |